# Emilio Correa
Emilio Correa Veyeux jr. (L'Avana, 12 ottobre 1985) è un pugile cubano, vincitore della medaglia d'argento nella categoria dei pesi medi al torneo di pugilato delle Olimpiadi di Pechino del 2008.

## Carriera pugilistica

### Mondiali dilettanti

#### Mianyang 2005
- Batte Stevenson Adonis ( Canada) 37-20
- Batte András Nagy ( Ungheria) kot
- Batte Qi Jing ( Cina) 30-12
- Batte Andranik Hakobyan ( Armenia) kot
- Sconfitto da Matvey Korobov ( Russia) 25-49

### Giochi panamericani

#### Rio de Janeiro 2007
- Batte Shawn Porter ( Stati Uniti) ko-2
- Batte Marco Periban ( Messico) 34-10
- Batte Carlos Gongora ( Ecuador) 21-13
- Batte Argenis Nunez ( Rep. Dominicana) 22-5

### Olimpiadi

#### Pechino 2008
- Batte Jarrod Fletcher ( Australia) 17-4
- Batte Sergiy Derevyanchenko ( Ucraina) 18-4
- Batte Elshod Rasulov ( Uzbekistan) 9-7
- Batte Mahimal Vijender Singh ( India) 8-5
- Sconfitto da James DeGale ( Inghilterra) 14-16